# جوزيف جونسون (سياسي)
جوزيف جونسون (بالإنجليزية: Joseph Johnson)‏ هو سياسي أمريكي، ولد في 1776 في مونت بليستانت في الولايات المتحدة، وتوفي في 1862.